# Fiestas Julias

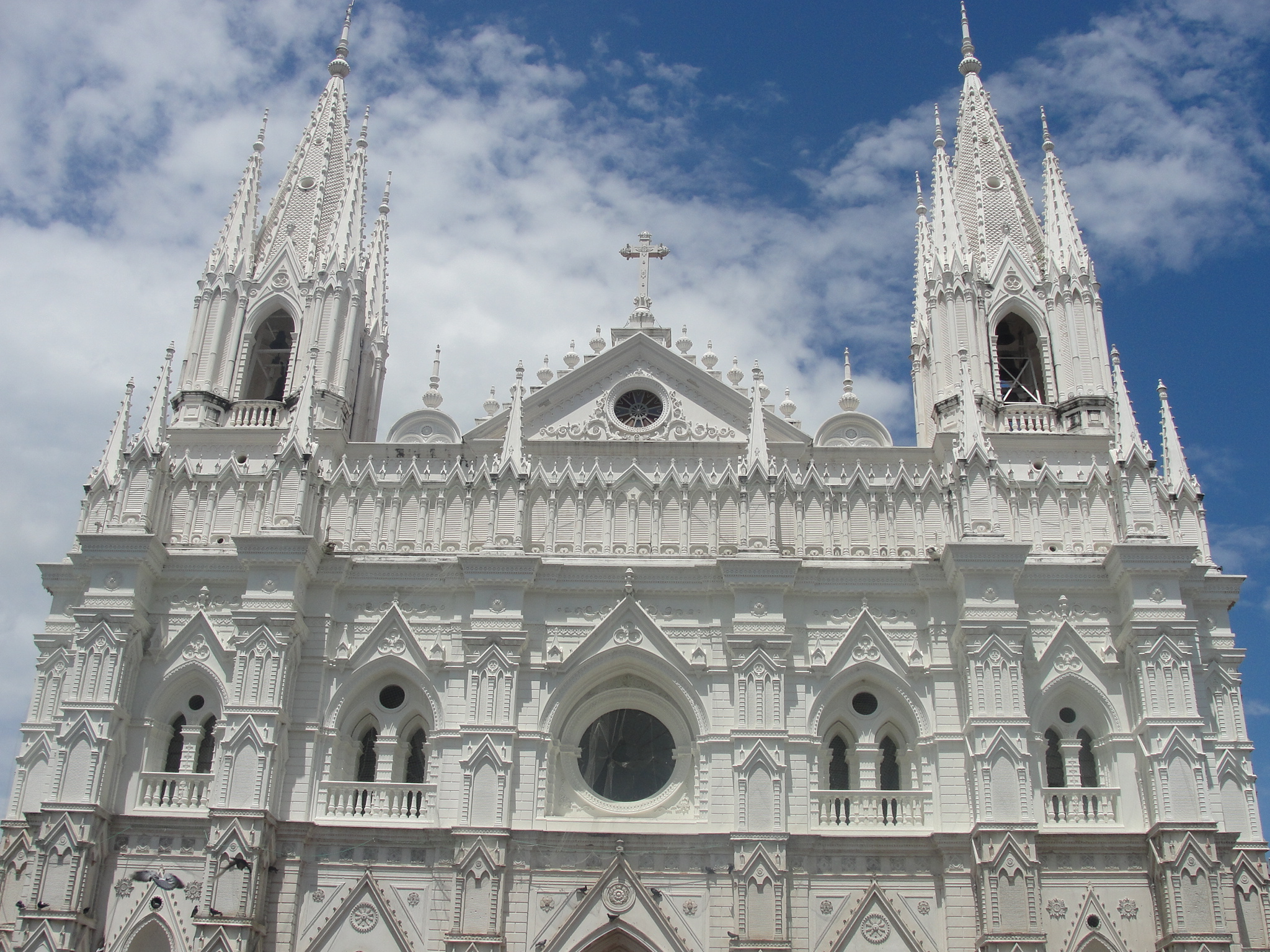
La catedral de Santa Ana, en donde se celebran la mayoría de los actos religiosos de las fiestas.

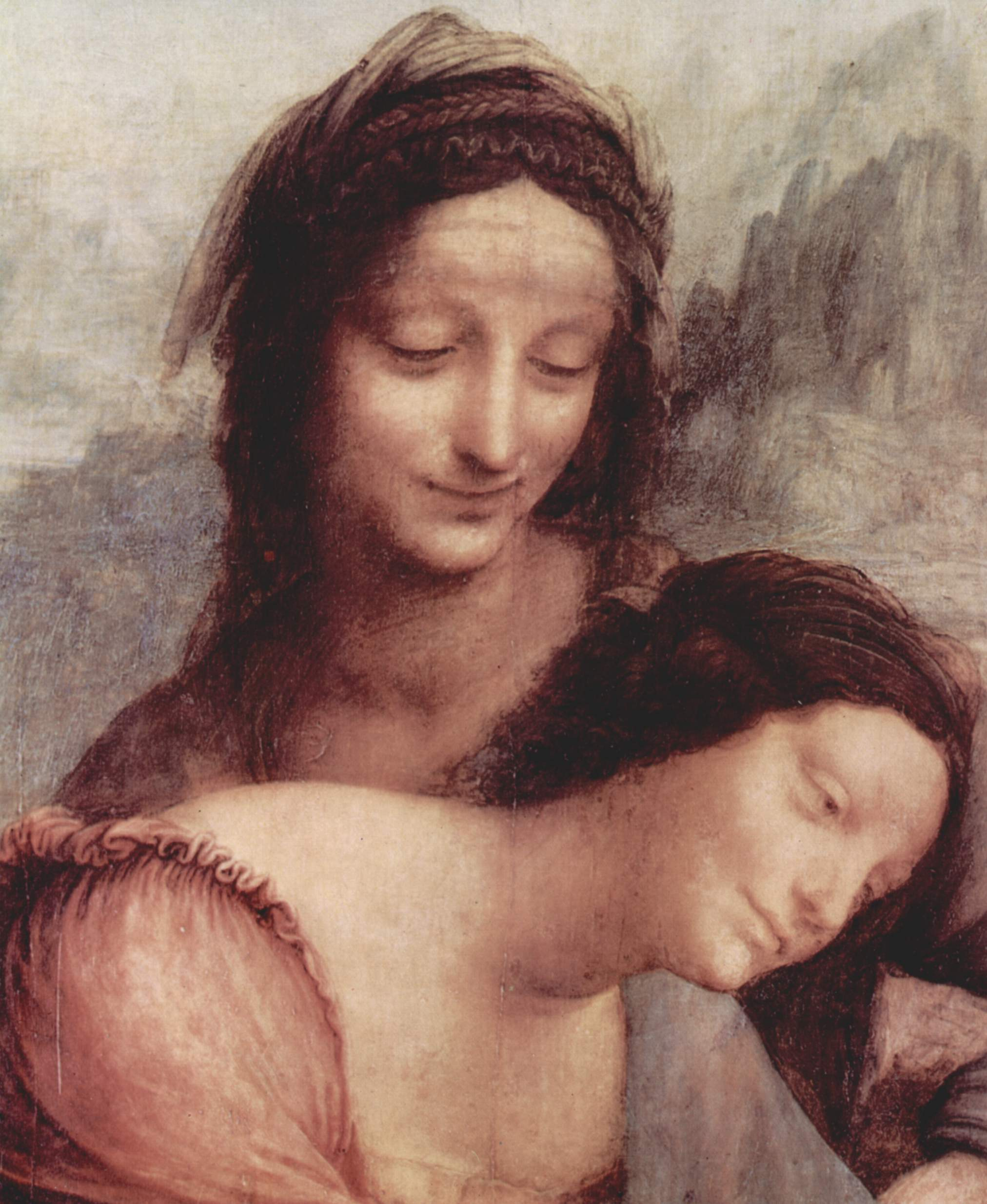
Santa Ana junto a la Virgen María.

Como Fiestas Julias son denominados los festejos patronales, celebrados del 17 al 26 de julio, en la ciudad de Santa Ana, El Salvador. Estas festividades, en honor a la Señora Santa Ana (patrona de la ciudad), se han convertido en uno de los festejos más importantes de este país. 

## Historia
El sitio donde se asentaba la ciudad de Santa Ana, antes de la conquista española, era dominado por pipiles quienes nombraron a la región   Sihuatehuacan, que significa Ciudad de las sacerdotisas. Los españoles conquistaron esta población entre 1530 y 1540.
La población sería evangelizada por la década de 1550s por la orden monástica de los dominicos, quienes fundaron un convento en San Salvador en 1551; con ello la localidad obtendría por patrona a Señora Santa Ana, obteniendo a su vez su nombre actual.
En 1569 el obispo de Guatemala, Bernardino Villalpando, llegó a esta población el día 26 de julio. Una vez allí, mandó a construir una ermita o parroquia provisional (ubicada en donde hoy está la catedral), dedicándola a Señora Santa Ana; con lo que daría comienzo el trazado urbano actual de la ciudad.
Las Fiestas Julias han sido celebradas en Santa Ana desde principios del siglo XVII (1600 - 1700). Con el tiempo, los días de duración de las festividades también han sido alargados, y en la actualidad inician desde el 17 de julio  hasta el 26 de julio.

## Organización y desarrollo
Para la organización de las Fiestas Julias, el concejo municipal forma un comité de festejos que prepara todas las actividades que se realizarán desde el mes de mayo y durante el transcurso de las festividades. La organización recibe ayuda de las empresas privadas.
El inicio de las Fiestas Julias coincide con el desfile de correo, el cual tiene lugar el 17 de julio y que transita por las principales calles y avenidas de la ciudad. Posterior al desfile, inician las festividades, destacándose en ellas las festividades religiosas, las cuales son realizadas en la Catedral de Santa Ana principalmente; al igual que distintas actividades para el disfrute de la familia, en especial el campo de la feria. También podemos disfrutar de una verbena la cual se inicia el 25 de julio en 25 calle. También tienen lugar ferias dedicadas a la ganadería, al dulce local y artesanía.
Durante el transcurso de las Fiestas Julias se realizan encuentros deportivos, misas, desfiles, exposiciones musicales, artísticas y fiestas organizadas por una determinada institución (como la policía, la fuerza armada, las cooperativas, la procuraduría general y los bomberos); asimismo se desarrollan eventos en lugares de importancia económica como los mercados.
Las fiestas terminan el 26 de julio (día en que el santoral católico tiene destinado a Señora Santa Ana), donde ocurre la procesión de la imagen de la Señora Santa Ana por las principales calles y avenidas de la ciudad.